# NGC 4328
NGC 4328 (również PGC 40209) – galaktyka eliptyczna (E-S0), znajdująca się w gwiazdozbiorze Warkocza Bereniki. Odkrył ją William Herschel 21 marca 1784 roku. Należy do Gromady w Pannie.

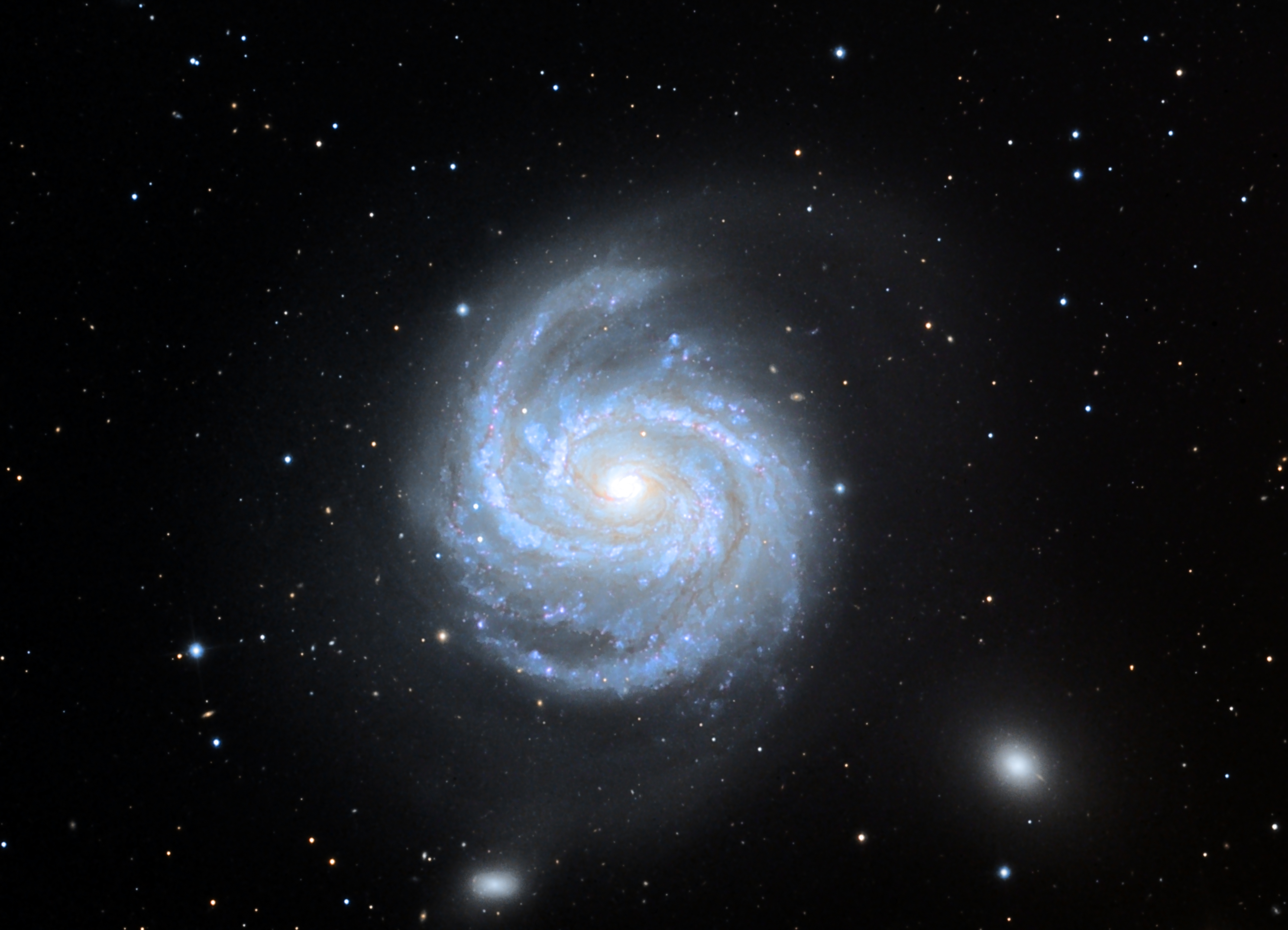
Messier 100, NGC 4323 (u dołu z lewej) i NGC 4328 (u dołu z prawej)